# Harterts goudoogboszanger
Harterts goudoogboszanger (Phylloscopus valentini synoniem: Seicercus valentini) is een zangvogel uit de familie Phylloscopidae.

## Verspreiding en leefgebied
Deze soort telt twee ondersoorten:
- P. v. valentini: centraal China.
- P. v. latouchei: zuidoostelijk China en noordelijk Vietnam.